# Grupo Internacional Revolución
Grupo Internacional Revolución, även känd under sitt internationella namn International Wrestling Revolution Group och akronymen IWRG är ett mexikanskt lucha libre-förbund baserat i Arena Naucalpan i Naucalpan de Juárez strax väst om Mexico City. 
Företaget grundades år 1996 av Adolfo Moreno. Sedan Adolfo Morenos död i november 2007 har förbundet tagits över av hans söner Alfredo och Marco Moreno. Förbundet är vida accepterat som Mexikos tredje största fribrottningsförbund och utöver Consejo Mundial de Lucha Libre samt Lucha Libre AAA Worldwide det enda förbundet som under lång tid erhållet TV-rättigheter i Mexiko via TV Azteca.